# Monk – A flúgos nyomozó
A Monk – A flúgos nyomozó (eredeti cím: Monk): Adrian Monk, egy félelmekkel és kényszerekkel teli, obszesszív-kompulzív zavarban szenvedő exnyomozó magán- és besegítő munkáját követő amerikai televíziós filmsorozat. Amerikában 2002. július 12. és 2009. december 4. között a USA Network tűzte műsorára, Magyarországon először a TV2 mutatta be 2005. július 28-án, utána a Universal Channel sugározta, majd a Viasat 3. A népszerű sorozatot, ami a premiertől kezdve rengeteg díjat nyert, Andy Breckman (Üldözési mánia) alkotta.

## A sorozat előzményei
Adrian Monk a San Franciscó-i rendőrség kiváló nyomozója volt. Egy bűnügye kapcsán felesége az autójába rejtett pokolgép következtében meghalt. Monk a történtekért önmagát hibáztatta, sohasem tudott magának megbocsátani. Gyerekkorától fennálló fóbiás és kényszeres magatartása fokozódott, lakását sem hagyta el három éven keresztül. Pszichiátere és egy afféle mindenes asszisztensként neki segítő ápolónő segítségével képes csak valamilyen szinten az életét működtetni. A rendőrségtől furcsa viselkedése miatt elbocsátották, de külsős konzulensként közreműködik bűnügyek megoldásában.
A sorozat belső ellentmondása, hogy – mint egyes epizódokból sorra kiderül – különféle lelki zavarai már felesége halála előtt is fennálltak (pl. egyetemista korában esélyes volt egy futóverseny megnyerésére, de utolsó lett, mert a startpisztoly elsütése után vette észre, hogy cipőfűzőjének a két vége nem egyforma hosszan lóg le, és start előtt még újrafűzte a cipőjét). Így egyértelmű, hogy említett tünetei ellenére nyomozói zsenialitása és különleges megfigyelőképessége segítségével állhatta meg rendőrtisztként a helyét.
A klasszikus krimisorozatokhoz képest a Monk érdekességét az adja, hogy a legkülönfélébb kényszerekben és fóbiákban szenvedő főszereplő a legtöbb ember számára érthetetlen, idegesítő különc, sokszor vicces. A poénok nagy része is ebből adódik. Ugyanakkor sikerül – pont a humor által is – egy szerethető karaktert is bemutatni. Ez pedig a modern krimisorozatok sikerének fő titka.

## Szereplők

### Főszereplők

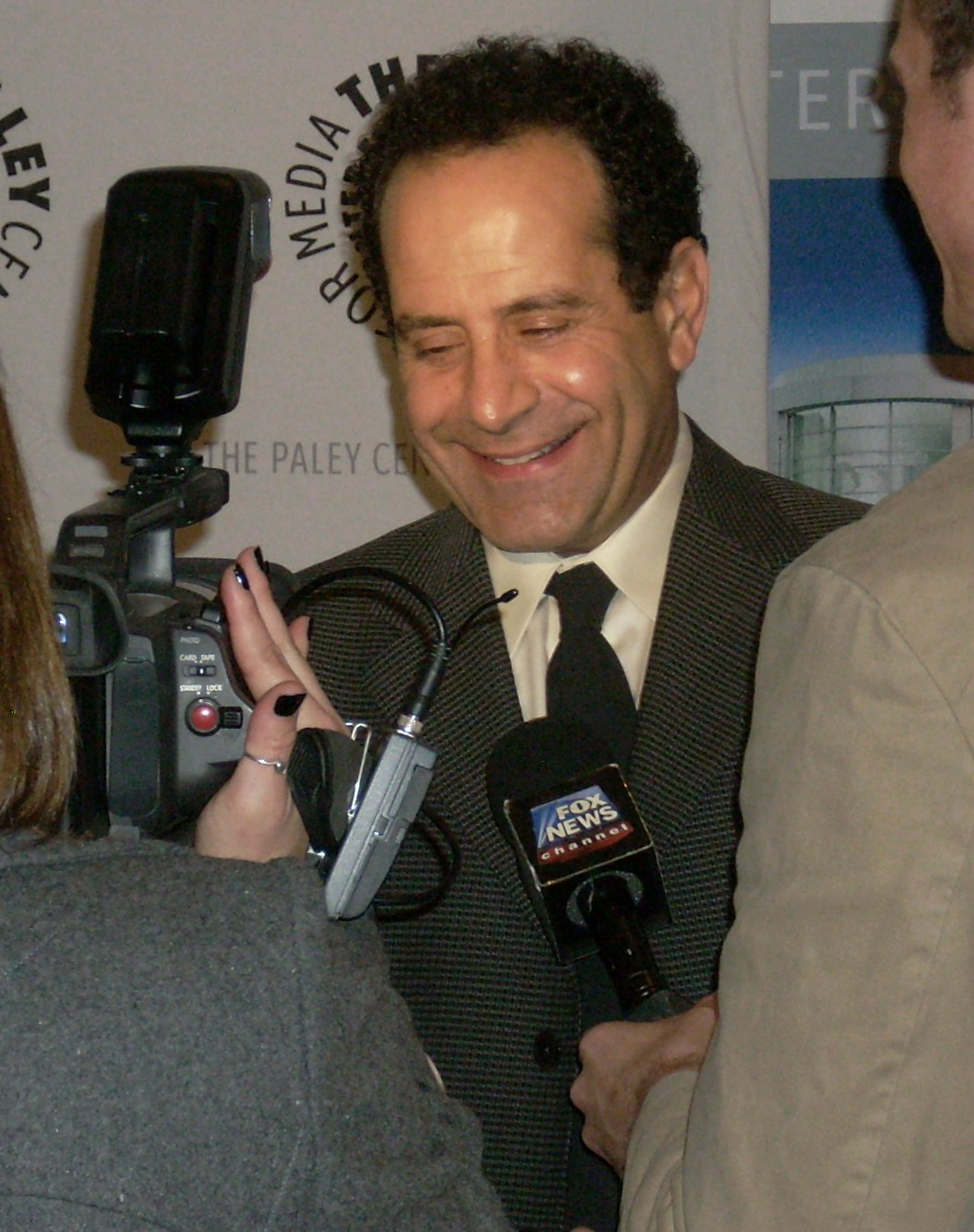
Tony Shalhoub, a címszereplő

| Szereplő                      | Évad | Színész             | Magyar hang                                                   |
| ----------------------------- | ---- | ------------------- | ------------------------------------------------------------- |
| Adrian Monk                   | 1–8. | Tony Shalhoub       | Józsa Imre (1 epizód, VHS verzió) Háda János                  |
| Natalie Jane Davenport Teeger | 3–8. | Traylor Howard      | Kiss Erika                                                    |
| Leland Stottlemeyer           | 1–8. | Ted Levine          | Orosz István                                                  |
| Randy Disher                  | 1–8. | Jason Gray-Stanford | Seszták Szabolcs                                              |
| Sharona Fleming               | 1–3. | Bitty Schram        | Nyírő Beáta                                                   |
| Dr. Charles Kroger            | 1–6. | Stanley Kamel       | Quintus Konrád, Dimulász Miklós, Faragó József, Szokolay Ottó |
| Dr. Neven Bell                | 7–8. | Héctor Elizondo     | Szersén Gyula                                                 |

### Karakterek
- Adrian Monk (Tony Shalhoub): A sorozat főszereplője, a San Franciscó-i rendőrség volt gyilkossági nyomozója, akit felfüggesztettek, miután 1997-ben, felesége meggyilkolását követően rajta elhatalmasodó betegsége akadályozta a munkában. Azóta is gyászolja Trudyt részben, mert még nem oldotta meg a gyilkossága ügyét – az egyetlen megoldatlan ügye – és így nem talál lezárást. Reméli, hogy egyszer visszahelyezik állásába, s amíg ez be nem következik konzultánsként segíti a munkájukat. Magyar hangja: Háda János
- Sharona Fleming (Bitty Schram) (2002–2004): Adrian volt személyes asszisztense és ápolója, akit Stottlemeyer vett fel, hogy segítsen Monknak átvészelni a felesége halálát követő időszakot.
- Natalie Jane Davenport Teeger (Traylor Howard) (2004–2009): Adrian új asszisztense Sharona távozása után. Natalie együtt tud érezni Monkkal, hiszen ő is özvegy. Férje katonai pilóta volt, és 1998-ban lelőtték Koszovó felett. Azután találkoztak, miután Natalie önvédelemből megölt egy betörőt a házában, és Monk jött rá, hogy a betörésnek semmi köze sem volt hozzá, a betörő a lánya aranyhalának akváriumi kiegészítői között lévő holdkőzetért jött, ami dollármilliókat ér.
- Leland Stottlemeyer százados (Ted Levine): Rendőrszázados, Adrian volt felettese. Bár tisztelt és kitüntetett tiszt, tudja hogy soha nem lesz olyan jó a bűnügyek megoldásában, mint Monk.
- Randy Disher hadnagy (Jason Gray-Stanford): Stottlemeyer lojális, de nem túl briliáns alárendeltje, a sorozat sok rajongójának a kedvence.

### Mellékszereplők
- Trudy Anne Ellison Monk (Stellina Rusich 1–2. évad, Melora Hardin 3–4. évad): Adrian megboldogult felesége. Gyakran említik, és néha visszaemlékezésekben látjuk. Az ő halála okozta Monk mindig is meglévő betegségének és félelmeinek elharapódzását. A halálának körülményeit fokozatosan felfedik a sorozatban. Újságírónő volt, aki tönkretett egy nagyvállalatot azzal, hogy felfedte annak törvénytelen tevékenységeit; ennek lehet hogy köze van a halálához. Az egyik nyom egy, a jobb kezén hatujjú emberhez vezet, aki felbérelte a merénylőt a Trudyt megölő autóbomba felrobbantására, a merénylő halálos ágyán a 3. évad elején Monknak tett vallomása alapján.
- Dr. Charles Kroger (Stanley Kamel 2002–2008): Adrian kedves, együttérző és türelmes pszichiátere. Próbál segíteni Monknak, hogy legyőzze félelmeit, és visszahelyezhessék állásába. Alakja az őt megformáló színész halálával marad ki a sorozatból.
- Dr. Neven Bell (Héctor Elizondo): Kroger halála után ő lett Monk pszichiátere.
- Benjy Fleming (Kane Ritchotte a pilot-részben és a második illetve harmadik évadban, Max Morrow az első évadban): Sharona fia. Adriant és képességeit gyakran játéknak használja.
- Julie Teeger (Emmy Clarke): Natalie lánya. Őt is ugyanúgy irritálja Adrian néhány szokása, mint anyját.
- Ambrose Monk (John Turturro): Adrian testvére. Legalább annyira intelligens, mint Adrian, de ő agorafóbiában szenved (nem hagyja el a házat, amelyben él). Két epizódban jelent meg, és romantikus érdeklődéssel viseltetik Natalie iránt. Önmagát okolja Trudy haláláért, mert épp neki vásárolt köhögésre gyógyszert, amikor felrobbantották a kocsiját. Mindig hiszi, hitte, hogy apja visszajön hozzá.
- Karen Stottlemeyer (Glenne Headly): Leland környezettudatos felesége, két közös gyermekük anyja. Dokumentumfilmeket gyárt, négy epizódban szerepelt, amelyekben fontos szerepet játszott az ügy megoldásában. A "Mr. Monk and the Captain's Marriage" című részben válásért folyamodik, és elválnak.
- Dale "a Bálna" Beiderbeck (Adam Arkin, Tim Curry, Ray Porter): A sorozat legfontosabb bűnözője a Hat-Ujjú Ember után. Három részben szerepel, ő adja ki Monknak a feleségét megölő bomba készítőjét illetve később megpróbálja csőbe húzni. Három évvel Trudy halála előtt egy egy évig tartó jogi csatát vívott a nővel, amiért őt a „pénzügyi világ Dzsingisz Kánjá”nak nevezte. Dale-t azért hívják „Bálnának”, mert körülbelül 400-450 kilót nyom és nem tudja elhagyni az ágyát. Monk gyűlöli őt.
- Hat Ujjú Ember (Frank): A rejtélyes férfi, aki felbérelte Warrick Tennysont, hogy ölje meg Trudyt. Csupán annyi derült ki róla eddig, hogy hat ujja van a jobb kezén, Tennysonnal egy parkolóházban találkozott és ő helyezte el a bombát és aktiválta Trudy kocsiján. Mint később kiderült nem ő volt a gyilkosság kiötlője, akárcsak Tennyson ő is csak bábu volt a Bíró kezében. A Hat Ujjú Ember utalás lehet Rugen báróra, egy hatujjú férfira, aki megölte Indigo Montoya apját az A herceg menyasszonya című filmben.
- Warrick Tennyson (Frank Collison): Őt bérelte fel a Hat Ujjú Ember, hogy készítse el a Trudyt megölő autóbombát. Adrian New Yorkba megy megtalálni őt, egy a Dale-től, a Bálnától érkező tipp után. Tennyson nem tudta, hogy ki bérelte fel és az Adriannal való találkozást követően rövidesen szívbetegségben és vese-elégtelenségben meghal.
- Judge Ethan Rickover A Bíró : Ő bérelte fel Franket hogy helyezze el a bombát és aktiválja Trudy kocsiján. Kiderül, hogy Monk előtt kapcsolata volt Trudyval, s lányuk született. Trudy úgy tudta, hogy lányuk a születése közben meghalt. Az ajándék, amit Trudy adott Adriannek, egy kazettát tartalmazott, amely leleplezte őt.
- Harold J. Krenshaw (Tim Bagley): dr. Kroger egy másik páciense. Hasonló fóbiái vannak, mint Monknak, és egymás iránti ellenszenvük többször megjelenik a sorozatban..

## Monk fóbiái
Monk szinte mindentől fél, nagyon sok kényszere és fóbiája van, életét megszokott rítusok szerint képes csak élni, ezért meglehetősen idegesítő és fárasztó környezete és önmaga számára is. Félelmei általában fontos szerepet játszanak az egyes epizódok történetében. Az első évadban még csak 38 fóbiáról tudunk, míg az ötödik évad hetedik részében (Mr. Monk új pszichológust kap) 103-ról, a hatodik évad hetedik részében már 312 fóbiát említ.
Monk a fogorvosoktól való félelmét annyira a többi fóbiája fölé helyezi, hogy azok saját csoportba kerülnek, a top-10 félelmén kívül. Erről a negyedik évad 15. részében (Mr. Monk fogorvoshoz megy) értesülhet a néző.
A top tíz félelem (pontosabban kilenc, mert ugyebár az első magasan a fogorvostól való félelem) a következő:
- 1. Fogorvosok (Dentophobia)

- 2. Baktériumok (Bacillophobia, Microbiophobia)
- 3. Tűk (Aichmophobia, Belonephobia, Enetophobia)
- 4. Tej (Lactophobia)
- 5. Halál (Necrophobia) (ellentmondásos módon erős halálvágya is van)
- 6. Kígyók (Ophidiophobia, Snakephobia)
- 7. Gombák (Mychophobia)
- 8. Magasság (Acrophobia, Altophobia, Batophobia, Hypsiophobia)
- 9. Zsúfoltság (Anthropophobia)
- 10. Liftek

Ezt a második évad 5. részéből tudhattuk meg (Mr. Monk, és a nagyon-nagyon öreg ember). Idézet következik:
Stottlemeyer százados: (miután Monk felugrott egy asztalra) – Nem fél a magasságtól?
Monk: – A kígyó üti a magasságot. A lista baktériumok, tűk, tej, halál, kígyók, gombák, magasság, zsúfoltság, lift…
Stottlemeyer százados: – Jó, jó, nem kell az egész lista…

Többi félelmei:
- Autóvezetés
- Betegség, a legkisebb náthát is halálos betegségnek véli
- Békák (Ranidaphobia)
- Bogarak (Entomophobia)
- Bohócok (Coulrophobia)
- Csirkék (Alektorophobia)
- Gleccserek (Megalopagophobia)
- Gyerekek (Pedophobia)
- Hidak(Gephyrophobia, Gephydrophobia, Gephyrdrophobia, Gephysrophobia)
- Ivóvíz, kizárólag egyetlen ásványvízmárkát hajlandó meginni
- Kutyák (Cynophobia)
- Mások által már használt evőeszközök
- Meztelenség (Gymnophobia)
- Méhek (Apiphobia, Melissophobia)
- Nyilvános beszéd (Glossophobia)
- Pókok (Arachnophobia)
- Rendetlenség (Ataxophobia)
- Repülés (Aviophobia)
- Rodeók
- Szagok (Olfactophobia)
- Szakállak (Pogonophobia)
- Szél (Anemophobia)
- Szülés (Lockiophobia, Maieusiophobia, Parturiphobia) (Azt mondta erre, hogy „közel van a legnagyobb félelmeihez”, de soha nem állította hogy benne lenne az első tízben)
- Testi kontaktus bárkivel, bármilyen módon
- Villámlás(Astraphobia, Astrapophobia, Brontophobia, Keraunophobia)
- Vizelet (Urophobia)
- Zárt helyek, köztük barlangok és alagutak (Cleithrophobia, Cleisiophobia, Clithrophobia)
- Focibalhé

Egy részben volt osztálytársa elmondja, Monk már az iskolában is különös gyerek volt, olykor naponta tízszer is kezet mosott. Egy másik részből megtudhattuk, Monk inkább szomjan hal, mintsem bármit megigyon az egyetlen megszokott ásványvizén kívül. Érdekes módon a vértől általában nem fél.

## Monk kényszerei
Monk a legkülönfélébb kényszergondolatokban és kényszercselekvésekben szenved, néhány közülük:
- Állandósági kényszer, mindig ugyanabban a ruhában van, a lakásában mindennek megvan a helye, semmié sem változhat egy centiméternyit sem.
- Tisztasági kényszer, ez vonatkozik önmagára és a környezetére is. Saját maga takarít.
- Rendrakási kényszer, ami mindig, mindenhol megmutatkozik nála.

## Díjak és jelölések

### Emmy-díj
- 2003 díj: kiváló főszereplő egy vígjátéksorozatban kategóriában (Tony Shalhoub)
- 2003 díj: kiváló címdalért kategóriában (Jeff Beal) (WHOAW)
- 2004 jelölés: kiváló főszereplő egy vígjátéksorozatban kategóriában (Tony Shalhoub)
- 2004 díj: kiváló vendégszereplő vígjátéksorozatban kategóriában (John Turturro)
- 2004 díj: kiváló címdalért kategóriában (Randy Newman: "It's a Jungle Out There")
- 2004 jelölés: kiváló szereposztásért egy vígjátéksorozatban kategóriában
- 2005 jelölés: kiváló rendezésért vígjátéksorozatban kategóriában
- 2005 díj: kiváló főszereplő egy vígjátéksorozatban kategóriában (Tony Shalhoub)
- 2006 jelölés: kiváló főszereplő egy vígjátéksorozatban kategóriában (Tony Shalhoub)
- 2006 jelölés: kiváló női vendégszereplő egy vígjátéksorozatban kategóriában (Laurie Metcalf mint Cora)
- 2008 jelölés: kiváló főszereplő egy vígjátéksorozatban kategóriában (Tony Shalhoub)
- 2008 jelölés: kiváló vendégszereplő egy vígjátéksorozatban kategóriában (Sarah Silverman mint Marcy)
- 2010 jelölés – a legjobb színész vígjáték sorozatban (Tony Shalhoub)

### Golden Globe
- 2003 díj: legjobb színészi teljesítményért egy televíziósorozatban – musical vagy vígjáték kategóriában (Tony Shalhoub)
- 2004 jelölés: legjobb televíziósorozat – musical vagy vígjáték kategóriában
- 2004 jelölés: legjobb színészi teljesítményért egy televíziósorozatban – musical vagy vígjáték kategóriában (Tony Shalhoub)
- 2004 jelölés: legjobb színésznői teljesítményért egy televíziósorozatban – musical vagy vígjáték kategóriában (Bitty Schram)
- 2005 jelölés: legjobb színészi teljesítményért egy televíziósorozatban – musical vagy vígjáték kategóriában (Tony Shalhoub)

### Screen Actors Guild
- 2003 jelölés: kiváló férfi-színészi teljesítmény egy vígjátéksorozatban kategóriában (Tony Shalhoub)
- 2004 díj: kiváló férfi-színészi teljesítmény egy vígjátéksorozatban kategóriában (Tony Shalhoub)
- 2005 díj: kiváló férfi-színészi teljesítmény egy vígjátéksorozatban kategóriában (Tony Shalhoub)

### Edgar-díj
- 2003 jelölés: legjobb televíziós epizód kategóriában ("Mr. Monk vakáción", Hy Conrad)
- 2004 jelölés: legjobb televíziós epizód kategóriában ("Mr. Monk és a 12. ember", Michael Angeli)
- 2004 jelölés: legjobb televíziós epizód kategóriában ("Mr. Monk és a nagyon-nagyon öreg ember", Daniel Dratch)
- 2005 jelölés: legjobb televíziós epizód kategóriában ("Mr. Monk és a lány, aki farkast kiáltott", Hy Conrad)

## Monkmás országokban
A sorozatot sok országban vetítik, szinkronizálva vagy feliratosan.
- Argentína (feliratozva a Universal Channel csatornán és szinkronizálva a Canal 13-on)
- Ausztrália
- Ausztria (szinkronizálva, az ORF1 adja)
- Bahrein (feliratozva)
- Belgium (feliratozva, az SBS Belgium csatornán)
- Brazília (a Universal Channel csatornán feliratozva) (az Open-TV csatornán portugálra szinkronizálva)
- Kanada (Quebecben francia szinkronnal)
- Horvátország (feliratozva)
- Csehország (szinkronizálva, a TV Prima csatornán)
- Észtország (a TV3 csatornán)
- Finnország (feliratozva)
- Franciaország (a TF1csatornán)
- Németország (az RTL németországi csatornán)
- Görögország (a Star Channel csatornán, feliratozva)
- Hongkong (Kettős sugárzás angolul és kantonra szinkronizálva Cantonese; kínai feliratozással)
- Izland (feliratozva, a Stöð 2 csatornán)
- India
- Indonézia (feliratozva)
- Írország
- Izrael (feliratozva)
- Magyarország (szinkronizálva a TV2-n, a Viasat 3-on, a Universal Channelen és a Coolon)
- Olaszország
- Japán (a NHK-BS2 csatornán, kettős sugárzás angolul és japánra szinkronizálva)
- Kuvait (feliratozva a Star World csatornán)
- Malajzia
- Mexikó
- Hollandia
- Új-Zéland
- Norvégia (feliratozva)
- Pakisztán
- Peru (feliratozva)
- Fülöp-szigetek
- Lengyelország
- Portugália (feliratozva)
- Románia (feliratozva)
- Oroszország
- Szingapúr
- Szlovákia (szinkronizálva, az TV Markíza adja, a JOJ tv ismétli)
- Szlovénia (feliratozva)
- Spanyolország (szinkronizálva, a Calle 13 csatornán)
- Svédország (feliratozva)
- Svájc (kettős sugárzás angolul és németre szinkronizálva)
- Tajvan (feliratozva)
- Nagy-Britannia (a BBC Two (1-6. évadok)m majd az ITV (7-8. évadok) csatorna adja) (ismétlések a Quest (1-3. évadok), Universal Channel (összes rész) és az ITV (1. évad)))
- Uruguay

## Krimikötetek magyarul
- Lee Goldbergː Mr. Monk és a tűzoltók; Andy Breckman tévésorozata alapján; ford. Kovácsné Gyöngy Evelyn; M&C Kft., Bp., 2006
- Lee Goldbergː Mr. Monk Hawaiiban; Andy Breckman tévésorozata alapján; ford. Vass Ilona; M&C Kft., Bp., 2006
- Lee Goldbergː Mr. Monk és a kék nátha; Andy Breckman tévésorozata alapján; ford. Vass Ilona; M&C Kft., Bp., 2007